# Možajskij rajon
Il Možajskij rajon (in russo Можайский район?) era un rajon dell'Oblast' di Mosca, nella Russia europea; il capoluogo era Možajsk. Istituito nel 1929, ricopriva una superficie di 2.599 chilometri quadrati e nel 2010 ospitava una popolazione di circa 69.000 abitanti.